# Бакфарк, Валентин

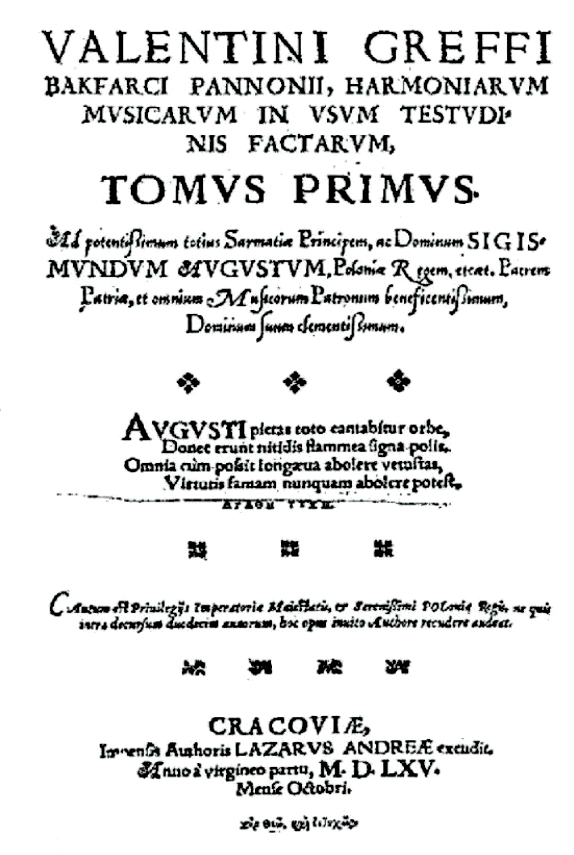
В. Бакфарк, «Harmoniarum musicarum in usum testudinis factarum, tomus primus», Краков, 1565 (титульная страница)

Ба́линт Ба́кфарк (венг. Bálint Bakfark, между августом 1506 и августом 1507, Брашов Трансильвания — 22 (или 15) августа 1576, Падуя) — венгерский лютнист и композитор. Работал преимущественно за границей — в Литве, Австрии, Германии, Италии, где был известен под именем Валентин (Valentin).

## Биография
Биографические сведения противоречивы и разрозненны, в том числе точно неизвестны ни дата рождения, ни дата смерти Бакфарка.
Обучался музыке при дворе будущего венгерского короля Яноша Запольяи, а затем отправился в Италию, жил при дворе короля Франции. Был придворным музыкантом в Буде. В 1549—1566 служил лютнистом при дворе польского короля и великого князя литовского Сигизмунда II Августа в Вильно. В это время много путешествовал по Европе, побывал в Данциге, Аугсбурге, Лионе, Риме, Венеции, Кенигсберге.
В 1559 году купил дом в Вильно. В 1560-х годах было обнаружено[кем?], что Бакфарк шпионил и информировал о ситуации при польском королевском дворе герцога Пруссии Альбрехта. В связи с этим утратил доверие и покровительство короля, его дом в Вильно в 1566 году был снесен, а сам он бежал в Познань, а затем в Вену.
Некоторое время прожил в Вене. В 1568 году был придворным музыкантом при императорском дворе в Вене, затем вернулся в Трансильванию, после чего обосновался в Венеции.
Умер 15 или 22 августа 1576 от чумы во время поездки в Падую.

## Творчество
Валентин Бакфарк славился как один из величайших лютнистов-виртуозов своего времени. Его искусство считалось настолько совершенным, что в Польше возникла даже пословица «После Бакфарка не каждый возьмется за лютню».
Перу Бакфарка принадлежит ряд фантазий и ричеркаров. Основная часть его наследия — переложения и творческие обработки для лютни духовных и светских вокальных произведений (преимущественно французов и фламандцев), а также польских народных песен. Интабуляции Бакфарка для лютни изданы в двух сборниках — в Лионе («Intabulatura» 1553) и Кракове («Harmoniarum Musicarum…», 1565).